# 反AB團
反AB团又稱反AB團運動、肅AB團、打AB團，是中共贛西南蘇區於1930年5月開展的一場以消滅AB團為名義的肅反，上千名幹部和群眾被指稱是AB團分子而遭到處決。1930年5月，在赣西南苏区的党群机关中普遍开展中反AB团的斗争，9月进入高潮。11月反AB团的斗争由地方发展到军队中，12月初地方和军队同时并进。12月12日红二十军一部分爆发反抗滥捕、滥杀AB团的富田事变。中共中央认定“富田事变是AB团领导的反革命暴动”，进一步掀起捕杀AB团的高潮。1931年1月，反AB团開始偃旗息鼓。
反AB团的第一階段是從1930年「二.七」會議後至1931年1月，第二階段是從1931年4月至1931年末。在第一階段「打AB團」的1930年10月至次年1月，毛澤東及其領導的紅一方面軍總前委在其中發揮了主導作用。這一階段據初步統計，僅紅一方面軍被殺官兵就達4,500人，而至1930年10月，贛西南特委已消滅「AB團」份子1,000餘人。第二階段具體的死亡人數不詳。
目前，中共承认绝大多数被处决者是无辜的受害者，所谓的AB团并不存在。根据《红太阳是怎么升起的》一书及党内各种文献，毛和周应对此运动负主要责任。周恩来作为中共中央负责人，主要目的是为了贯彻共产国际“反右倾”的指示，而毛泽东则是为了巩固自己在赣南根据地的权威(肅清江西籍共產黨人)。但中共至今未对富田事变彻底平反。

## 背景
1928年7月，共产国际六大作出反右倾斗争的部署。1929年2月，共产国际给中共中央发出指示信，强调进行反右倾斗争。之後中共中央把苏区内部的肃反对象锁定為AB团、改组派、取消派、第三党。

## 發起
1930年5月18日，赣西南特委發表《赣西南特委通告列字第九号》，声称AB团混入共产党内部。6月，将反AB团列为当前重要的工作。6月25日，赣西南特委下属的西路行委印发了《反改组派AB团宣传大纲》，宣布要對AB团“实行赤色清乡”和“实行赤色恐怖”。7月22日，《赣西南刘作抚同志报告》提到興国、永丰、吉安地区、安福西南区都破獲AB团组织，其中是吉安西区AB团有二千余人，自首有七八百人。9月16日，赣西南东路行委发出《为肃清AB团告革命群众书》，表示赣西南破获不少AB团的组织，捕杀许多AB团的首领。
1930年9月24日，赣西南特委印发了《紧急通告第二十号--动员党员群众彻底肃清AB团》，提到特委发行科朱家浩“因工作消极，言论行动表现不好”，被怀疑为AB团分子，並对他实行逼供。朱家浩承認红旗社列宁青年社、赣西南政府都有AB团的小组，赣西南AB团的总团长是谢兆元。於是赣西南特委抓捕谢兆元等人。當年5月至9月，于都有1000余人被指稱為AB团分子並遭到捕杀，城关区就有近200人被杀。
1930年10月，红一军团攻佔吉安县，随即成立江西省行动委员会和江西省苏维埃政府。赣西南特委此時向红一方面军总前委的毛泽东表示AB團是混进中國共产党内的庞大特务集团。毛澤東于10月14日致信中共中央，表示赣西南的领导机关多数被AB团把持，必须徹底改造。11月，红一方面军成立肃反委员会，以李韶九为主席，立即開展反AB團行動，大约有4000人遭到清除。此時以李文林为书记的江西省行动委员会与毛泽东和红一方面军总前委有所分歧，省行动委员会攻擊总前委是右倾，总前委攻擊省行动委员会是AB团。12月7日，李韶九带人來到江西省行动委员会和紅二十軍駐地富田，以反AB團為名抓捕了省行动委员会干部段良弼、李白芳、刘万清、任心达、谢汉昌、金万邦、马铭、周冕等八人，其后五天时间中，先后关押120多人，处决了40（一說50）余人。12月9日，李韶九到东固抓捕红二十军中被認定為是AB团的人，同时要求二十军军长刘铁超配合在军中抓AB团。一七四团政委刘敌也被人供出是AB團成員。刘敌认为李韶九不是抓AB团，而是借机打击赣西南干部。12月12日，刘敌集合队伍包围军部，逮捕军长刘铁超，释放了谢汉昌等人，是為富田事變。
富田事變被平定後，1931年3月18日，远东局認定富田事变是「反革命活动」，依舊強調要消灭AB团，肯定肃反委员会的作用。3月28日，中央政治局作出决议，提出要把反AB团扩大到各蘇區。4月，苏区中央局扩大会议，通过《接受国际来信及四中全会决议的决议》，认为富田事变的解决也是错误的，放松了反AB团的斗争，使AB团有发展的机会。當月月，李韶九被任命为苏区政治保卫局江西分局局长，繼續反AB团，此時赣西南地区百分之九十干部被指認為AB团分子。
由於陳毅不能完成在二十二军中打击AB团的规定数字，李韶九認為陳毅有包庇AB团的重大嫌疑，決定認定陳毅也是AB團分子，並把陳毅喊來開會。陳毅遲遲未能回家，其妻萧菊英擔心丈夫出事，於是選擇投井自尽。

## 結束與反省
1931年12月，周恩来來到中央苏区，發現反AB团的行為有所不妥，於是给中央政治局写信提出意見。1932年1月7日，苏区中央局在收到了周恩來的來信後，認為反AB团仍然正确且有必要，但反AB团有所扩大化和简单化。5月，李文林以及王怀等人被以屬於AB团分子為由遭到处决。
毛泽东在中共七大談到反AB團時承认冤殺了不少人。1956年9月10日，毛泽东在中共八大预备会议上再次提到肃反时自己犯了错误，杀错了人。